# Josef Fuchs
Josef Fuchs (Unteriberg, 24 de julho de 1948) é um desportista suíço que competiu em ciclismo nas modalidades de estrada e pista.
É o ganhador da carreira Liège-Bastogne-Liège de 1981. Também ganhou uma medalha de bronze no Campeonato Mundial de Ciclismo em Estrada de 1969, na contrarrelógio por equipas.
Em pista obteve uma medalha de prata no Campeonato Mundial de Ciclismo de Pista de 1971, na prova de perseguição individual.

## Medalheiro internacional

### Ciclismo em estrada
| Campeonato Mundial | Campeonato Mundial      | Campeonato Mundial | Campeonato Mundial         |
| Ano                | Lugar                   | Medalha            | Competição                 |
| ------------------ | ----------------------- | ------------------ | -------------------------- |
| 1969               | Brno ( Tchecoslováquia) | Medalha de bronze  | Contrarrelógio por equipas |

### Ciclismo em pista
| Campeonato Mundial | Campeonato Mundial | Campeonato Mundial | Campeonato Mundial         |
| Ano                | Lugar              | Medalha            | Competição                 |
| ------------------ | ------------------ | ------------------ | -------------------------- |
| 1971               | Varese ( Itália)   | Medalha de prata   | Perseguição individual (A) |

## Palmarés
1969
- Vencedor de uma etapa do Tour de l'Avenir

1970
- Campeonato da Suíça de perseguição

1971
- Giro do Mendrisiotto
- 1 etapa da Milk Race
- 1 etapa do Tour de l'Avenir

1972
- Campeonato da Suíça em Estrada
- Giro de Toscana
- 1r a Lancy
- 1 etapa da Tirreno-Adriático

1973
- Campeonato da Suíça em Estrada

1974
- Cronostafetta

1976
- Grabs-Voralp

1977
- Grabs-Voralp

1978
- 1 etapa da Tirreno-Adriático

1979
- Rund Um die Rigi-Gersau
- 1 etapa da Volta à Catalunha
- 1 etapa da Volta à Suíça
- 1 etapa da Tirreno-Adriático

1980
- 1 etapa da Volta à Suíça

1981
- Liège-Bastogne-Liège
- Grande Prêmio de Lugano

## Resultados em Grandes Voltas e Campeonato do Mundo
| Carreira        | 1972 | 1973 | 1974 | 1975 | 1976 | 1977 | 1978 | 1979 | 1980 | 1981 |
| --------------- | ---- | ---- | ---- | ---- | ---- | ---- | ---- | ---- | ---- | ---- |
| Giro d'Italia   | 32º  | -    | 25º  | -    | -    | 22º  | -    | 8º   | 8º   | 5º   |
| Tour de France  | -    | -    | -    | 8º   | Ab.  | -    | -    | -    | -    | -    |
| Volta a Espanha | -    | -    | -    | -    | 8º   | -    | -    | -    | -    | -    |